# Maximilian von Hagenow
14Maximilian (Carl August Friedrich Robert) von Hagenow (9 tháng 3 năm 1844 tại Langenfelde – 4 tháng 2 năm 1906 tại Metz) là một sĩ quan quân đội Phổ, được thăng đến cấp bậc Thượng tướng Kỵ binh. Ông đã từng tham gia trong cuộc Chiến tranh Áo-Phổ năm 1866 và Chiến tranh Pháp-Đức các năm 1870 – 1871.

## Tiểu sử
Là con trai của nhà luật học Gustav von Hagenow (1813 – 1876) và người vợ đầu tiên của ông này, Finelius (1813 – 1859), Maximilian von Hagenow đã học ở Trường Đại học Friedrich-Wilhelm bên sông Rhein và tại đây ông trở thành một thành viên của Liên đoàn Sinh viên Hansea Bonn. Ông đã gia nhập lực lượng Quân đội Phổ, được phong quân hàm Thiếu úy vào năm 1865 và một năm sau đó ông tham gia trong cuộc Chiến tranh Áo-Phổ năm 1866. Từ năm 1869 cho đến năm 1873, ông học tại Học viện Quân sự Phổ, dù thời gian học tập của ông ở đây bị gián đoạn bởi cuộc Chiến tranh Pháp-Đức (1870 – 1871). Hagenow đã phục vụ với cương vị là sĩ quan hầu cận trong Sư đoàn số 22, và vào năm 1874, ông được chuyển sang Bộ Tổng tham mưu. Kể từ năm 1875, ông là sĩ quan phụ tá của Lữ đoàn Kỵ binh số 25 (Đại Công quốc Hesse) tại Darmstadt.
Vào năm 1882, ông được phái đến tổng hành dinh của quân đội Anh tại Ai Cập. Từ năm 1885, với quân hàm Thiếu tá, ông đã tham gia các cuộc diễn tập của các lực lượng Anh tại các tỉnh phía tây bắc của Đế quốc Ấn Độ.
Vào năm 1891, ông được bổ nhiệm làm Tư lệnh của Trung đoàn Khinh kỵ binh số 9 (Rhein số 2) và vào năm 1893 ông lên cấp bậc Đại tá. Đến năm 1893, ông được ủy nhiệm làm Tư lệnh của Lữ đoàn Kỵ binh số 15 tại Köln, 1897 lên quân hàm Thiếu tướng, năm 1899 được bổ nhiệm làm Thanh tra của Cục thanh tra kỵ binh I tại Königsberg, và cuối cùng vào năm 1900, ông được phong quân hàm Trung tướng và được bổ nhiệm làm Tướng thanh tra Kỵ binh. Sau đó, ông trở thành Thống đốc của Köln (1901) và Metz (1903), rồi vào năm 1901 ông từ trần ở độ tuổi 61.
Vào ngày 15 tháng 3 năm 1884, tại Berlin, ông kết hôn với Marie Treutler (9 tháng 10 năm 1857 tại Pitschen, Oberschlesien – sau năm 1933). Cuộc hôn nhân này đã mang lại cho ông hai người con là Max và Viktor.

## Phong tặng
- Huân chương Đại bàng Đỏ hạng hai với Lá sồi và Ngôi sao[2]
- Huân chương Vương miện hạng hai[2]
- Huân chương Thập tự Sắt (1870) hạng nhất [2]
- Hiệp sĩ Huân chương Thánh Johann[2]
- Giải thưởng phục vụ của Phổ[2]
- Sĩ quan Huân chương Chiến công Bayern[2]
- Thập tự Danh dự của Huân chương Greifen[2]
- Huân chương Thập tự Chiến công hạng hai của Mecklenburg [2]
- Chỉ huy Hạng hai Huân chương Dòng họ Quận công Sachsen-Ernestinischen [2]
- Sĩ quan Huân chương Leopold của Bỉ [2]
- Hiệp sĩ Huân chương Vương miện của Ý [2]
- Huân chương Thánh Wladimir hạng bốn [2]
- Huân chương Thánh Anna của Nga hạng hai [2]
- Chỉ huy Hạng hai Huân chương Bảo kiếm[2]
- Huân chương Osmanje hạng ba [2]
- Huân chương Mecidiye hạng ba [2]